# Om Yun-chol
Dans ce nom, le nom de famille, Om, précède le nom personnel.
Om Yun-Chol né le 18 novembre 1991 au Hamgyong du Nord, est un haltérophile qui représente la Corée du Nord dans les compétitions. Il a gagné la médaille d'or aux Jeux olympiques d'été de 2012 dans la catégorie des 56 kilos. Il est seulement le troisième athlète à avoir réussi à lever trois fois son propre poids.
Après avoir tout gagné depuis l'âge de 20 ans, il échoue à conserver son titre olympique en 2016, et présente ses excuses à Kim Jong-un.

## Palmarès
- Jeux olympiques :
  - Jeux olympiques de 2012 à Londres :
    -  Médaille d'or en haltérophilie homme -56 kg.

  - Jeux olympiques de 2016 à Rio de Janeiro :
    -  Médaille d'argent en haltérophilie homme -56 kg.

- Championnats du monde :
  - 2013 à Wrocław :
    -  Médaille d'or en -56 kg.

  - 2014 à Almaty :
    -  Médaille d'or en -56 kg.

  - 2015 à Houston :
    -  Médaille d'or en -56 kg.

  - 2018 à Achgabat :
    -  Médaille d'or en -55 kg.

  - 2019 à Pattaya :
    -  Médaille d'or en -55 kg.